# Lucyna Wielechowicz
Lucyna Marianna Wielechowicz z domu Wikło (ur. 22 grudnia 1934 w Michniowie) – polska nauczycielka, działaczka społeczna i polityk, posłanka na Sejm PRL IX kadencji.

## Życiorys
Miała sześcioro rodzeństwa. W lipcu 1943 ocalała z pacyfikacji Michniowa. Od 1953 była nauczycielką w szkole podstawowej w Suchedniowie. Uzyskała tytuł zawodowy magistra matematyki. Od 1969 do 1975 kierowała ośrodkiem metodycznym matematyki przy Powiatowym Ośrodku Metodycznym w Kielcach. Potem była wizytatorem matematyki przy Wydziale Oświaty Prezydium Powiatowej Rady Narodowej w Kielcach. Później ponownie uczyła w szkole podstawowej w Suchedniowie. W 1978 została sekretarzem tamtejszego koła Zjednoczonego Stronnictwa Ludowego. Była także radną tamtejszej Miejsko-Gminnej Rady Narodowej. W 1985 przeszła na emeryturę, jednak kontynuowała pracę w szkole na pół etatu. W tym samym roku uzyskała mandat posłanki na Sejm PRL IX kadencji w okręgu Skarżysko-Kamienna, który pełniła do 1989, zasiadając w Komisji Kultury. Prezes sekcji emerytów i rencistów oddziału Związku Nauczycielstwa Polskiego.

## Odznaczenia
- Krzyż Oficerski Orderu Odrodzenia Polski
- Krzyż Kawalerski Orderu Odrodzenia Polski
- Złoty Krzyż Zasługi
- Srebrny Krzyż Zasługi
- Złota Odznaka ZNP
- Złota Odznaka „Zasłużony Działacz Towarzystwa Przyjaciół Dzieci”
- Zasłużony dla Miasta i Gminy Suchedniów[3]